# Sky Plus
Sky Plus — действующая в Эстонии радиостанция, вышедшая в эфир 9 мая 1997 года.
Sky Plus — коммерческая радиостанция с самой большой аудиторией в Эстонии. 
По данным опроса, у радиостанции более 300 000 слушателей в неделю.  

## Радиопередачи
Программа с ведущими транслируется 24 часа в сутки. Программа Sky Plus состоит из музыки, новостей и объявлений о дорожном движении, а также различных радиоигр на ежедневной основе.

### Утренняя программа
Утренняя программа идёт пять дней в неделю, с понедельника по пятницу с 6:00 до 10:00.
Ведущие утренней программы (по состоянию на июнь 2025) — Алари Кивисаар, Сийм Таба, Райн Кельк и Марис Ярва. 
Ведущие вечерней программмы (по состоянию на июнь 2025) — Анди Райг, Стен Эрик Алликас и Элерин Тиит. 

## Частоты
- Кярдла 96,9 МГц
- Курессааре 96,3 МГц
- Ориссааре 99,6 МГц
- Таллин 95,4 МГц
- Тарту 95,2 МГц
- Пярну 96,8 МГц
- Раквере 101,3 МГц
- Вильянди 99,7 МГц
- Пыльтсамаа 96,5 МГц
- Пайде 92,6 МГц
- Хаапсалу 97,6 МГц
- Рапла 87,7 МГц
- Отепя 99,1 МГц
- Выру 93,8 МГц
- Нарва 93,6 МГц
- Кулламаа 106,8 МГц
- Ида-Вирумаа 103,3 МГц